# Los hermanos negros
Los hermanos negros (Die schwarzen Brüder) es una novela publicada en dos volúmenes, el primero en 1940 y el segundo en 1941, bajo la firma de la escritora alemana de origen suizo Lisa Tetzner, aunque en realidad fue una colaboración entre ella y su marido, Kurt Held, al que las leyes nazis prohibían publicar por ser judío. En forma de aventuras del joven Giorgio, que se convierte en líder de una sociedad secreta de jóvenes deshollinadores, la novela describe la cruel realidad de los niños del Ticino, el cantón italiano de Suiza, que en el siglo XIX eran vendidos para trabajar como deshollinadores en Milán. En 1991, cincuenta años más tarde de su publicación, el ilustrador Hannes Binder convirtió la obra de Tetzner y Held en una novela gráfica.
También fue adaptada para una serie de animé en 1995: Los cielos azules de Romeo (ロミオの青い空, Romio no aoisora), la vigésima serie televisiva del contenedor infantil World Masterpiece Theater de Nippon Animation.

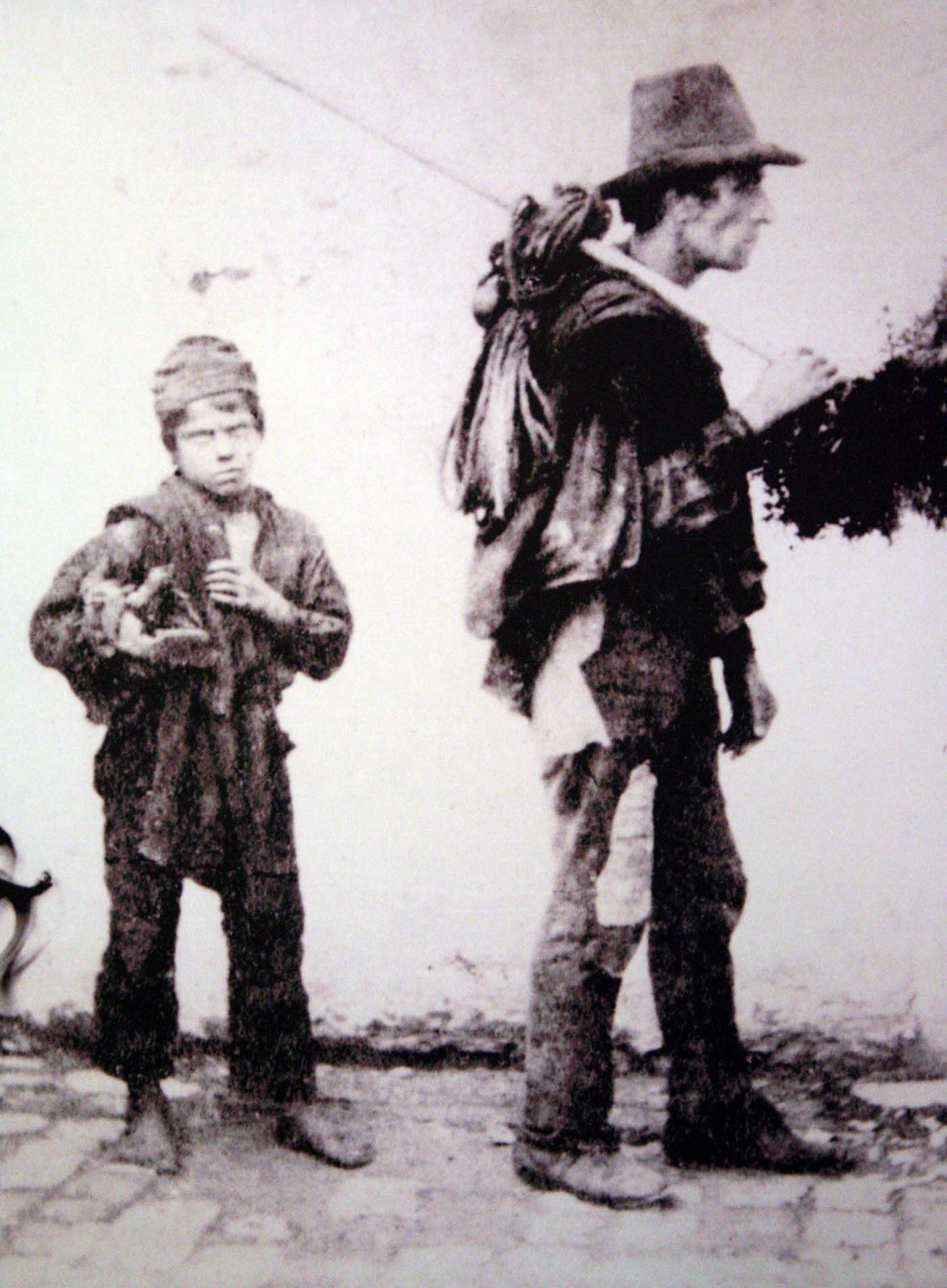
Deshollinador italiano con su aprendiz. Foto anónima de finales del siglo XIX.
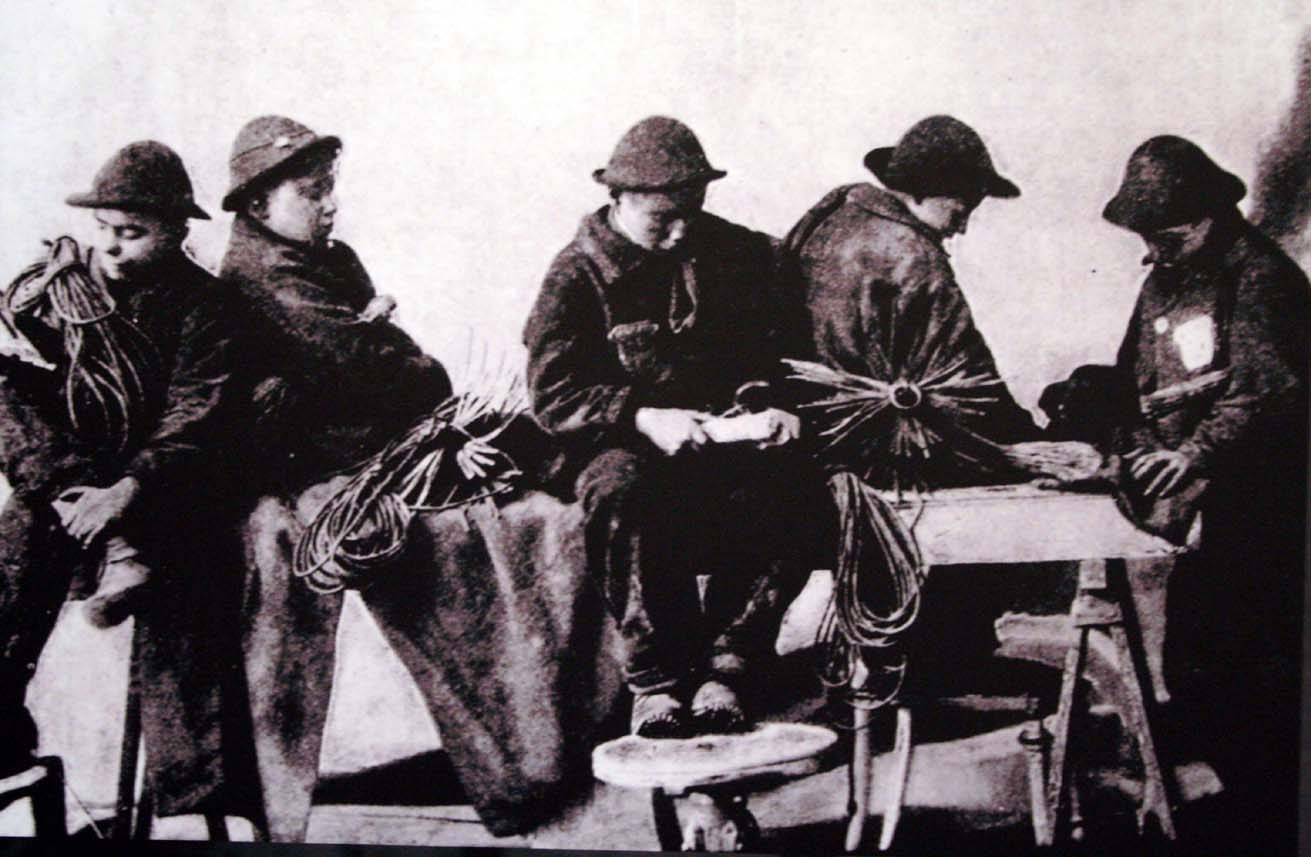
Deshollinador en Milán, fin del siglo XIX.
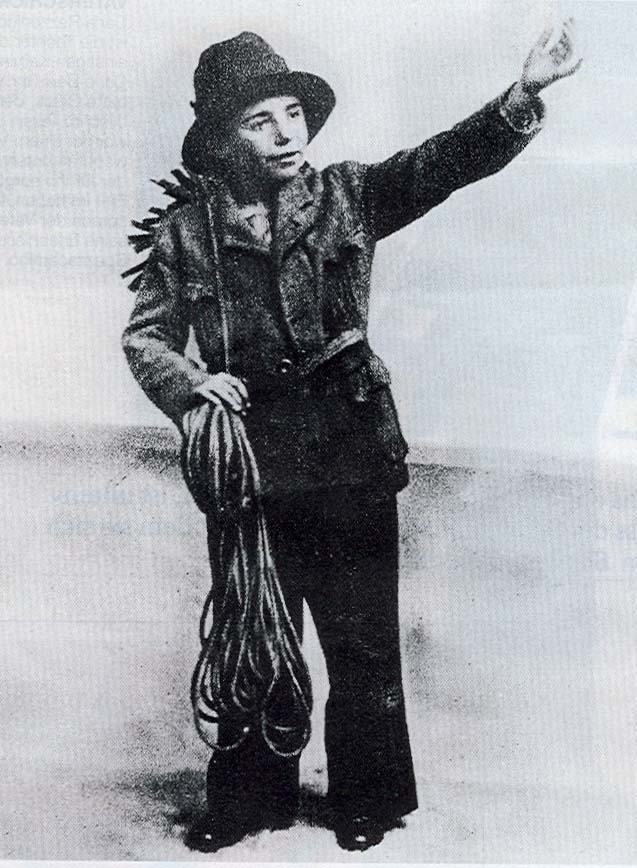
Joven deshollinador, fin del siglo XIX.
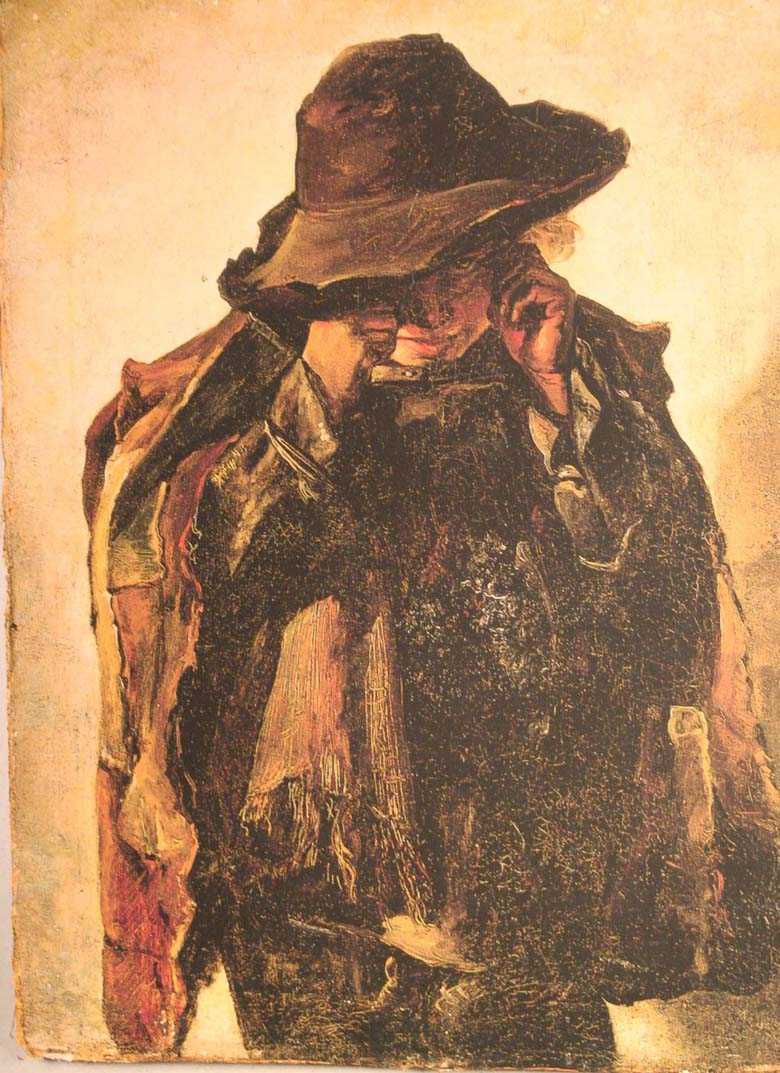
Deshollinador llorando, 1865; Pintado por Antonio Rinaldi, (1816-1875)

- Datos: Q659548